# Yvrencheux
Yvrencheux (picardisch Yvrincheux) ist eine französische Gemeinde mit 126 Einwohnern (Stand 1. Januar 2022) im Département Somme in der Region Hauts-de-France. Sie gehört zum Arrondissement Abbeville und zum Kanton Rue.

## Geographie
Die mit der Nachbargemeinde Yvrench zusammengewachsene Gemeinde liegt rund sechs Kilometer nordöstlich von Saint-Riquier und erstreckt sich im Osten bis zur Départementsstraße D108, einem Abschnitt des Systems der historischen Chaussée Brunehaut, der auf einer alten Römerstraße verläuft. Das Gemeindegebiet gehört zum Regionalen Naturpark Baie de Somme Picardie Maritime.

## Einwohner
| 1962 | 1968 | 1975 | 1982 | 1990 | 1999 | 2006 | 2011 |
| ---- | ---- | ---- | ---- | ---- | ---- | ---- | ---- |
| 209  | 194  | 179  | 175  | 165  | 138  | 149  | 151  |

## Sehenswürdigkeiten
- Kirche Saint-Martin aus dem 16. Jahrhundert mit einer polychromen Pietà aus derselben Zeit

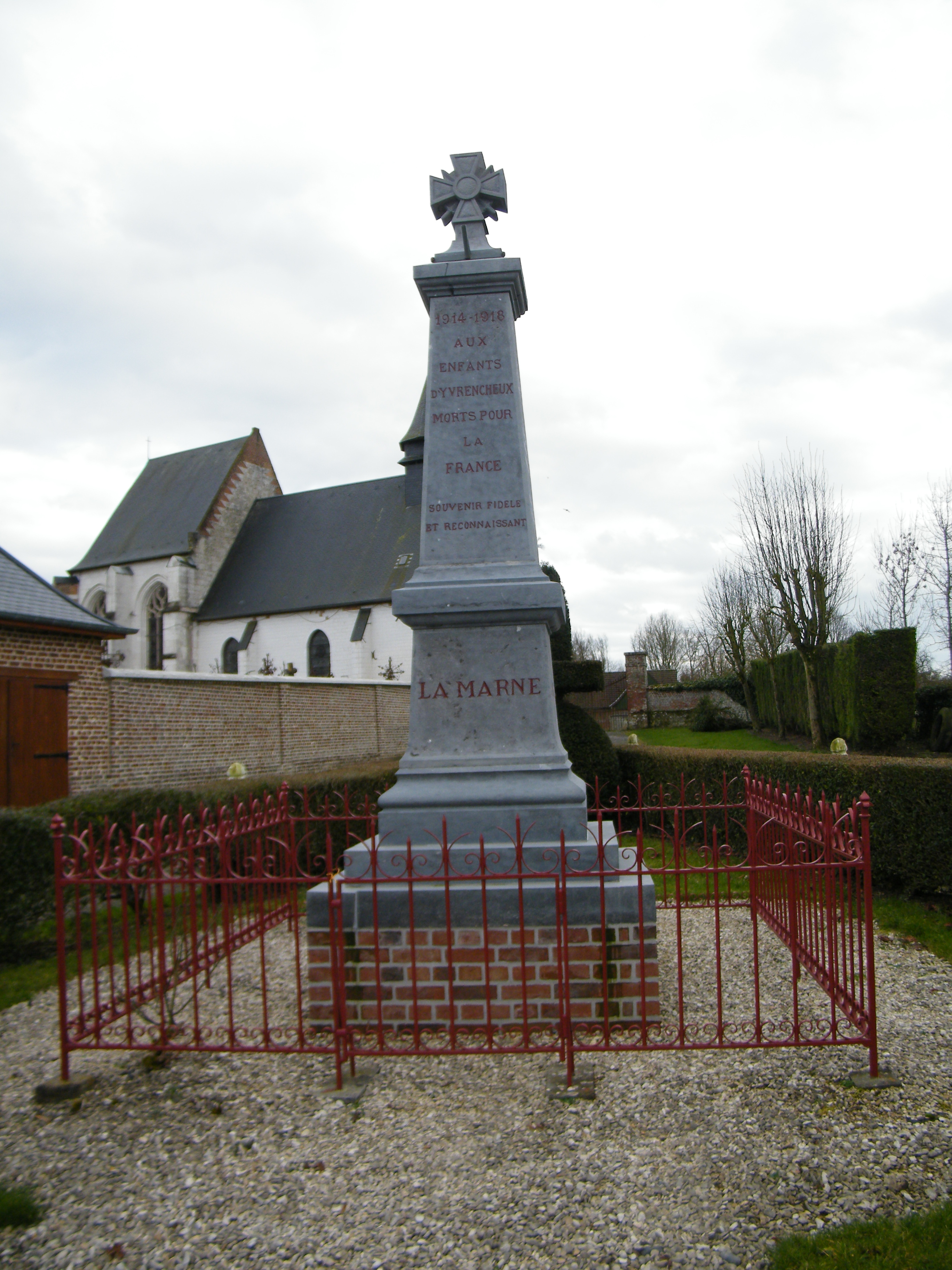
Kriegerdenkmal

- Schloss aus dem 19. Jahrhundert
- Kriegerdenkmal
- „Muches“ (Souterrains)